# ديديما (أرغوليس)
ديديما (Δίδυμα) هي مدينة في أرغوليس في مقاطعة كينتريكي إلادا في اليونان.
يبلغ عدد سكانها حوالي 1175 نسمة. 